# 坂口主稅
坂口主稅（1899年4月20日—1981年4月27日），本籍日本熊本縣，東京帝國大學政治科畢業，日本昭和初期之日本政府官員。
1927年，坂口主稅當時是台灣總督府文教局社會課課長兼臺灣總督府民政部殖產局附屬博物館（今國立臺灣博物館）館長、事務官。1943年11月13日，坂口主稅接替梁井淳二，於台灣擔任台北州知事，管轄今臺北市、新北市、宜蘭縣及基隆市等地的行政事務。
戰後於1947年到52年擔任日本眾議院議員。1956年到63年擔任熊本市市長。熊本市長任內辭職參選熊本縣知事，然而落選。